# Trigonuropodidae
Famille
Genre
Trigonuropoda Trägårdh, 1952 est le seul genre des Trigonuropodidae Hirschmann, 1979.
Il contient plus de 80 espèces.